# Nuno Gomes
Nuno Miguel Soares Pereira Ribeiro,  ismertebb nevén Nuno Gomes (Amarante, 1976. július 5. –) portugál válogatott labdarúgó. A Gomes becenevet gyerekkorában kapta példaképe, Fernando Gomes portugál focista után. A Benfica játékosaként összesen 12 szezont húzott le, 398 tétmérkőzésen 166 gólt szerzett.
Gomes a portugál válogatottal két világbajnokságon és három Európa-bajnokságon vett részt. Ő is hozzá segítve a nemzeti csapatot a 2004-es hazi rendezésű Európa-bajnokságon a második helyhez, a 2000-es Európa-bajnokságon pedig a harmadik helyhez. 1996 és 2011 között 79-szer húzta magára a címeres mezt és 29 gólt szerzett.

## Pályafutása
Gomes Amaranteben született, a helyi csapatba kezdett el focizni.
Hírnevét a Boavista FC játékosaként alapozta meg, ahol az 1994–95-ös idényben mutatkozott be, 18 évesen. Első trófeáját 1997-ben nyerte, amikor a Boavista a Benfica legyőzésével megnyerte a Portugál Kupát. Ebben az időszakban 15 bajnoki gólt szerzett, ezzel a teljesítménnyel felhívta magára a Benfica vezetőinek figyelmét és a pályafutását náluk folytatta. Három évet töltött az Estádio da Luzban, ezalatt az idő alatt 101 bajnoki mérkőzésen szerepelt és 60 gólt szerzett. A 2000-es Európa-bajnokságon mutatott teljesítménye után az ACF Fiorentina 17 millió euróért megvásárolta a Benficától. A következő időszakban a Fiorentina megnyerte az Olasz Kupát, azonban a klub ezután csődbe ment, Nuno pedig visszatért a lisszaboniakhoz. A 2003–2004-es szezonban sérülései miatt csak 14 bajnokin lépett pályára. Ennek ellenére magabiztosabbá és terhelhetőbbé vált az idény alatt és fontos szerepe volt a Portugál Kupa döntőjében, amikor diadalmaskodtak az FC Porto felett.
2004–2005-ben miután kilábalt sérüléseiből, 7 nagyon fontos gólt szerzett, ami segített a „Sasoknak” megnyerni a Portugál SzuperLiga.
A 2005–2006-os idényben 15 gólt szerzett csapatának a bajnokságban – mellyel a második helyet foglalta el a liga góllövőlistán – és megnyerték a Portugál Kupát is.
A 2006–2007-es szezonban hat gólt szerzett a Portugál bajnokságban, hármat a Portugál Kupában, hármat az BL-ben és egyet az UEFA Kupában.
2007–2008-ban 6 liga gólt rúgott és a csapat kapitánya lett, miután Rui Costa távozott.
A 2008–09-es Portugál bajnokságban 4 gólt szerzett, a Rio Ave, a Pacos Ferreira és kettőt a Maritimo ellen. Az UEFA Kupában a Napoli ellen szerzett 1 gólt, a mérkőzés Benfica győzelemmel zárult.

## Válogatott
U15-től minden ifjúsági korcsoport tagja volt, és számtalan góllal gyarapította az ifjúsági portugál futballt. Első nemzetközi szereplése 19 évesen, 1996-ban volt, egy franciák elleni barátságos mérkőzésen. Az 1996-os atlantai nyári olimpiai játékokon szerzett gólt csapatának, és következő nemzetközi gólját 4 évvel később már a felnőtt válogatottban szerezte a 2000-es Európa-bajnokságon. A tornán 4 emlékezetes gól fűződik a nevéhez, melyek segítségével a válogatott a legjobb négy közé került és Gomes a második lett a góllövőlistán. Az elődöntőben a franciák elleni kemény küzdelemben a mindent eldöntő gólt Zinédine Zidane rúgta a portugálok ellen, amikor is Abel Xavier kezezéséért 11-est ítélt a bíró. A portugál játékosok közül többen nemtetszésüket nyilvánították ki, a játék percekre megállt, de végül a bíró döntése a franciáknak kedvezett, így a hosszabbításban Zidane aranygóljával végződött a mérkőzés. A felháborodott portugál játékosok közül Luis Figót és Nuno Gomest az UEFA 7 hónapos nemzetközi eltiltásra ítélte.
A 2002-es világbajnokságon 2 mérkőzésen vett részt, mint cserejátékos. A csapat ekkor nem jutott be a legjobb 16 közé.
A 2004-es Európa-bajnokságon a csoportmérkőzéseken 1 gólt szerzett a spanyolok ellen, miután a második félidőben csereként lépett a pályára. A válogatott ezüstérmes lett a tornán.
2006-ban a világbajnokságon szintén cserejátékos volt. A harmadik helyért folyó küzdelemben rúgott szépítő gólt a németek ellen, csapata a 4. helyen zárt.
A 2008-as Európa-bajnokságon a negyeddöntőben ismét a németekkel játszottak a portugálok, akiktől 3:2-re kaptak ki. Nuno Gomes a 40. percben 2:0-ról 2:1-re szépített, azonban a második félidőben Michael Ballack növelte a németek előnyét. A 87. percben Hélder Postigának sikerült gólt rúgni, azonban a németek jutottak a legjobb négybe, majd ezüstérmet szereztek ezen az Európa-bajnokságon. Gomes a mérkőzésen szerzett góljával negyedikként csatlakozhatott azon európai focisták közé, akik három Európa-bajnokságon is gólt szereztek. A francia Thierry Henry és Nuno Gomes állhat a névsor első helyén, mivel mind a ketten 2000, 2004 és 2008-ban összesen 6 gólt rúgtak az Európa-bajnokságokon.

## Családi élet
Nuno 2003 nyarán vált el első feleségétől, Ismeriától, akitől egy kislánya született, Laura. Nuno 2006 júliusában újraházasodott, elvette Patrícia Aguilar ügyvédnőt, aki korábban újságíróként dolgozott.

## Statisztika
| Klub                | Szezon              | Liga            | Liga  | Kupa            | Kupa  | Ligakupa        | Ligakupa | Európa          | Európa | összesen        | összesen |
| Klub                | Szezon              | Pályára lépések | Gólok | Pályára lépések | Gólok | Pályára lépések | Gólok    | Pályára lépések | Gólok  | Pályára lépések | Gólok    |
| ------------------- | ------------------- | --------------- | ----- | --------------- | ----- | --------------- | -------- | --------------- | ------ | --------------- | -------- |
| Boavista            | 1994–95             | 17              | 1     | 1               | 0     | –               | –        | 4               | 1      | 22              | 2        |
| Boavista            | 1995–96             | 28              | 7     | 2               | 1     | –               | –        | 0               | 0      | 30              | 8        |
| Boavista            | 1996–97             | 34              | 15    | 5               | 4     | –               | –        | 6               | 2      | 45              | 21       |
| Boavista            | összesen            | 79              | 23    | 8               | 5     | –               | –        | 10              | 3      | 97              | 31       |
| Benfica             | 1997–98             | 33              | 18    | 6               | 4     | –               | –        | 1               | 0      | 40              | 22       |
| Benfica             | 1998–99             | 34              | 24    | 2               | 3     | –               | –        | 7               | 7      | 43              | 34       |
| Benfica             | 1999–2000           | 34              | 18    | 2               | 1     | –               | –        | 5               | 1      | 41              | 20       |
| Benfica             | összesen            | 101             | 60    | 10              | 8     | –               | –        | 13              | 8      | 124             | 76       |
| Fiorentina          | 2000–01             | 30              | 9     | 3               | 4     | –               | –        | 0               | 0      | 33              | 13       |
| Fiorentina          | 2001–02             | 23              | 5     | 1               | 0     | –               | –        | 6               | 2      | 311             | 7        |
| Fiorentina          | összesen            | 53              | 14    | 4               | 4     | –               | –        | 6               | 2      | 64              | 20       |
| Benfica             | 2002–03             | 28              | 9     | 1               | 0     | –               | –        | 0               | 0      | 29              | 9        |
| Benfica             | 2003–04             | 21              | 7     | 3               | 0     | –               | –        | 5               | 5      | 29              | 12       |
| Benfica             | 2004–05             | 23              | 7     | 5               | 2     | –               | –        | 6               | 3      | 34              | 12       |
| Benfica             | 2005–06             | 29              | 15    | 4               | 1     | –               | –        | 8               | 0      | 422             | 172      |
| Benfica             | 2006–07             | 24              | 6     | 3               | 3     | –               | –        | 14              | 4      | 41              | 13       |
| Benfica             | 2007–08             | 25              | 7     | 3               | 1     | 0               | 0        | 8               | 1      | 36              | 9        |
| Benfica             | 2008–09             | 24              | 7     | 1               | 0     | 2               | 1        | 6               | 1      | 33              | 9        |
| Benfica             | 2009–10             | 13              | 3     | 2               | 0     | 2               | 0        | 6               | 1      | 23              | 4        |
| Benfica             | 2010–11             | 6               | 4     | 1               | 0     | 1               | 1        | 0               | 0      | 8               | 5        |
| Benfica             | összesen            | 193             | 65    | 23              | 7     | 5               | 2        | 53              | 15     | 275             | 90       |
| Braga               | 2011–12             | 20              | 6     | 2               | 0     | 2               | 0        | 5               | 0      | 29              | 6        |
| Blackburn Rovers    | 2012–13             | 18              | 4     | 2               | 0     | 0               | 0        | 0               | 0      | 20              | 4        |
| összesen (Benfica)  | összesen (Benfica)  | 294             | 125   | 33              | 15    | 5               | 2        | 66              | 23     | 399             | 166      |
| összesen (Portugal) | összesen (Portugal) | 393             | 154   | 43              | 20    | 7               | 2        | 81              | 26     | 525             | 203      |
| karrier összesen    | karrier összesen    | 464             | 172   | 49              | 24    | 7               | 2        | 87              | 28     | 609             | 227      |

### válogatott
| Portugália | Portugália      | Portugália |
| Év         | pályára lépések | Gólok      |
| ---------- | --------------- | ---------- |
| 1996       | 1               | 0          |
| 1997       | 2               | 0          |
| 1998       | 2               | 0          |
| 1999       | 3               | 0          |
| 2000       | 9               | 4          |
| 2001       | 9               | 9          |
| 2002       | 7               | 1          |
| 2003       | 3               | 3          |
| 2004       | 11              | 4          |
| 2005       | 7               | 2          |
| 2006       | 7               | 3          |
| 2007       | 7               | 1          |
| 2008       | 7               | 1          |
| 2009       | 2               | 1          |
| 2010       | 0               | 0          |
| 2011       | 2               | 0          |
| összesen   | 79              | 29         |